# Saison 2015 des Outlaws de Denver
La saison 2015 des Outlaws de Denver est la 10e saison de la franchise au sein de la Major League Lacrosse. Les Outlaws entrent dans cette saison avec le statut de champion en titre. Ils ont terminé à la seconde place de la saison régulière 2014 avant de finalement remporté la Coupe Steinfeld.

## Drafts

### Supplemental Draft
| Nom              | Repêchage | Position  |
| ---------------- | --------- | --------- |
| Tim Henderson    | 8e        | Défenseur |
| Andrew Combs     | 16e       | Attaquant |
| Pat Harbeson     | 24e       | Milieu    |
| Johnny Rodriguez | 26e       | Gardien   |
| Matt Harris      | 27e       | Défenseur |
| Ethan Vedder     | 32e       | Milieu    |
| Jeff Froccaro    | 40e       | Attaquant |
| Luke Cometti     | 48e       | Milieu    |
| Matthew Callahan | 56e       | Défenseur |
| Greg Downing     | 64e       | Milieu    |
| Corey Elmer      | 72e       | Attaquant |
| Brian Feeney     | 80e       | Gardien   |
| Aaron Prosser    | 88e       | Milieu    |
| Ryan Licht       | 96e       | Défenseur |

### Collegiate Draft
| Nom              | Repêchage | Université                        | Position  |
| ---------------- | --------- | --------------------------------- | --------- |
| Nikko Pontrello  | 8e        | Université Loyola de Chicago      | Attaquant |
| Wes Berg         | 15e       | Université de Denver              | Milieu    |
| Carson Cannon    | 30e       | Université de Denver              | Défenseur |
| Dan Taylor       | 38e       | Université Lehigh                 | Attaquant |
| Michael Richards | 45e       | Université d'État de Pennsylvanie | Milieu    |
| David Dickson    | 48e       | Université Bucknell               | Milieu    |
| Joe McCallion    | 52e       | Université de Pennsylvanie        | Milieu    |
| Nick Ossello     | 60e       | Université Notre-Dame             | Milieu    |

## Calendrier et résultats
| Match | Date       | Adversaire | Résultat     |
| ----- | ---------- | ---------- | ------------ |
| 1     | 12 avril   | @ Cannons  | D 16 - 13    |
| 2     | 19 avril   | @ Machine  | V 14-13      |
| 3     | 3 mai      | Hounds     | V 12-15      |
| 4     | 10 mai     | @ Rattlers | D 15-12      |
| 5     | 16 mai     | @ Launch   | V 12-15      |
| 6     | 24 mai     | Bayhawks   | V 17-10      |
| 7     | 29 mai     | Machine    | D 12-18      |
| 8     | 6 juin     | @ Bayhawks | D 15-12      |
| 9     | 20 juin    | Rattlers   | V 22-21 (OT) |
| 10    | 27 juin    | @ Hounds   | D 14-11      |
| 11    | 4 juillet  | Cannons    | D 22-9       |
| 12    | 9 juillet  | @ Lizards  | D 18-15      |
| 13    | 19 juillet | Launch     | V 20-14      |
| 14    | 25 juillet | Lizards    | V 15-14 (OT) |